# 王先
王先（16世紀—1630年），號思桐、思侗，湖廣黃州府羅田縣人，明朝政治人物。

## 生平
王先學問廣博，見識明通，人物評論悉當，萬曆三十七年（1609年）中舉人，四十四年（1616年）成丙辰科進士，工部觀政，四十五年獲授溧陽知縣。四十六年（1618年）負責同考應天府鄉試，得士六人，當中五人於來年會試聯捷；四十七年考察，調吴橋知縣，天啓二年（1622年）陞為南京刑部主事，五年考察，六年降補河南按察司检較，升齊東知縣，崇祯元年（1628年）升刑部浙江司主事，二年處理淮安漕運刑事，三年在任內去世，溧陽士民得知後在當地立祠祭祀。

## 家族
曾祖王德純，御史。祖父王荣。父王邦伯，庠生。

## 引用
1. 1 2  民國《壽光縣志·卷十二·人物志》：王先，字思侗，萬厯丙辰進士，學問宏博，識見明通，臧否人物悉當。任溧陽令，戊午分校南闈，得士六人，聯捷南宮者五；陞刑部主事，理刑淮安，卒於官，溧陽士民聞之，為公立祠以祀。
2. ↑  光緒《羅田縣志》·卷五·選舉志：萬厯三十七年己酉王時化榜 王先 有傳
3. ↑  《萬曆四十四年丙辰科進士履歷》：王先，思桐，诗四房，乙丑三月十四日生。羅田县人，己酉四十七，会三十六，三甲二百十六名。工部政，丁巳授溧阳知县，戊午應天同考，己未考察，己未補北直吴桥知县，壬戌升南刑部主事，乙丑考察，丙寅補河南按察司检較，升齊東知县，戊辰升刑部浙江司主事，己巳漕運理刑，庚午卒。